# Kostanjevica (Nova Gorica)
Pour la commune du sud de la Slovénie, voir Kostanjevica na Krki.
Le couvent de Kostanjevica, appelé du temps de l'empire d'Autriche couvent de Görz (parfois Goritz ou Goritsa en français), est un monastère franciscain, situé sur un rocher escarpé dominant la ville de Nova Gorica en Slovénie.
Fondé au XVIIe siècle, il est pour les royalistes français le « petit Saint-Denis » car il abrite la sépulture des derniers Bourbons descendant du père de Louis XVI (à l'instar de la cathédrale de Trieste, qui abrite la sépulture des Bourbons descendant du deuxième petit-fils de Louis XIV ou, pour les orléanistes, de la chapelle Saint-Louis de Dreux, qui abrite la sépulture des Orléans, descendants du second fils de Louis XIII).

## Localisation
À la limite de Nova Gorica, tout près de la frontière italo-slovène et la ville sœur de Gorizia, s'élèvent sur une colline de 143 m de hauteur, l’église de l’Annonciation et le couvent franciscain qui la jouxte. Ce lieu, appelé Kostanjevica (en italien : Castagnevizza) ou encore Kapela, comme le nomment aussi les habitants de la région, est un sanctuaire ancien et un centre de pèlerinage. 

## Histoire
L'église et l'ancien cloître des carmes furent fondés en 1623 par le comte Heinrich Matthias von Thurn, un dirigeant de la fronde des nobles de Bohême contre la monarchie de Habsbourg déclenchant la guerre de Trente Ans. Ce monastère est fermé en 1781 sous le règne de l'empereur Joseph II, mais en 1811 fut remis aux frères franciscains.

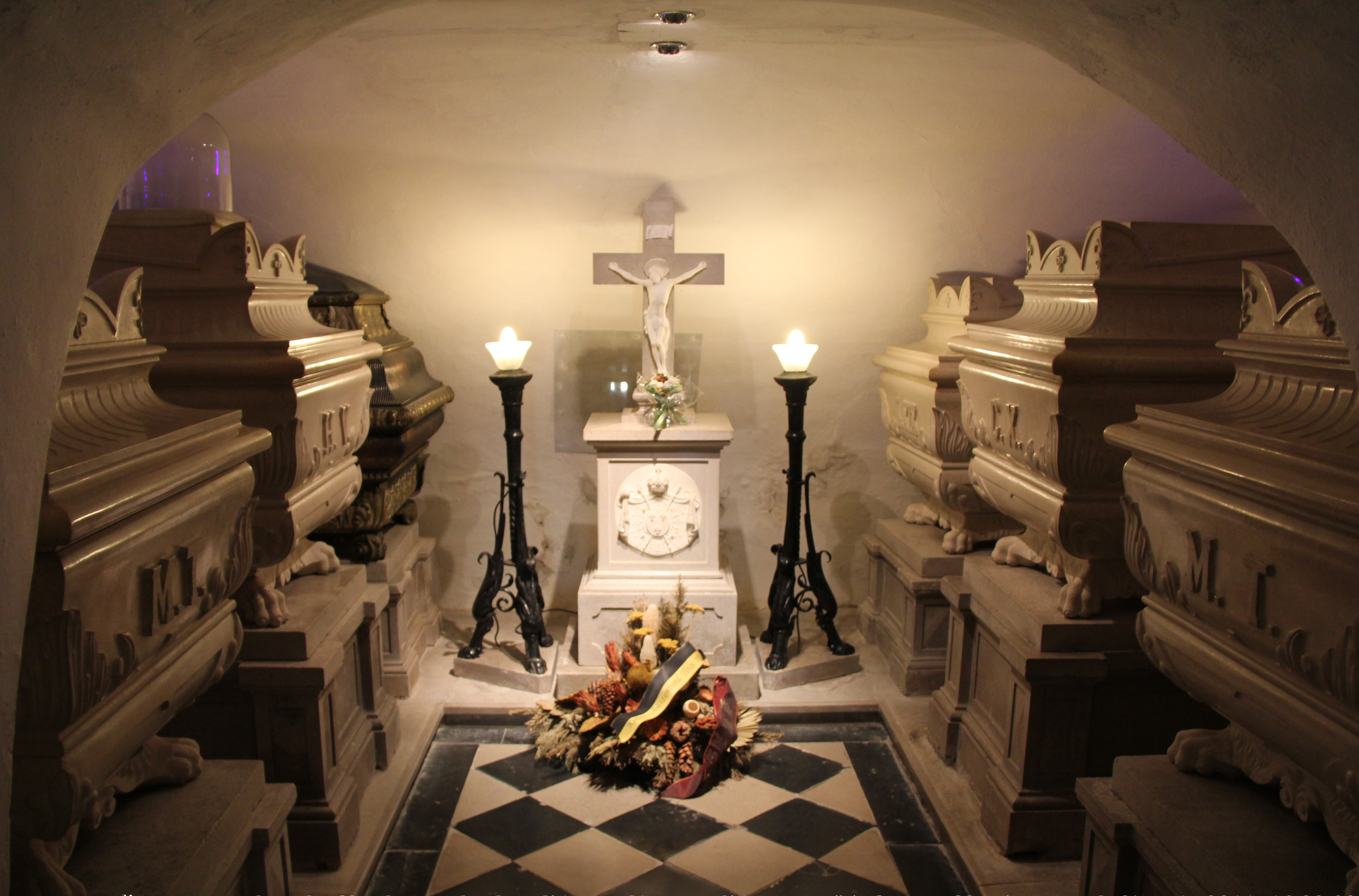
La crypte royale.

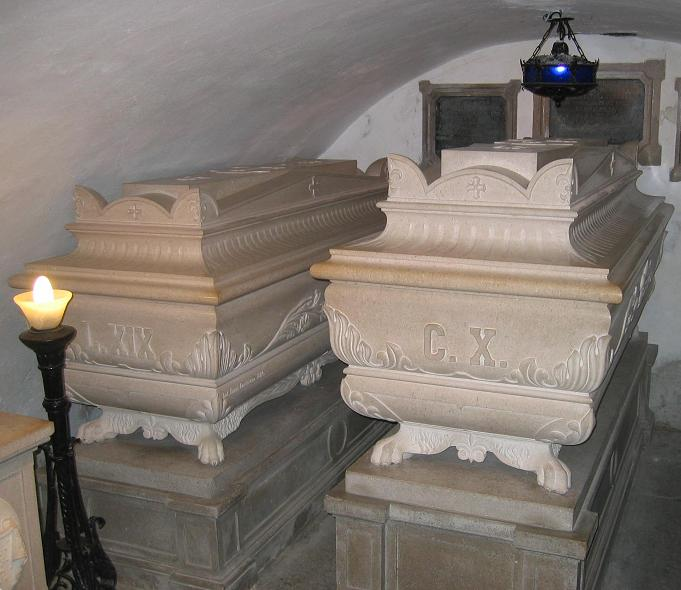
Tombeaux de Charles X (à droite) et du dauphin (à gauche).

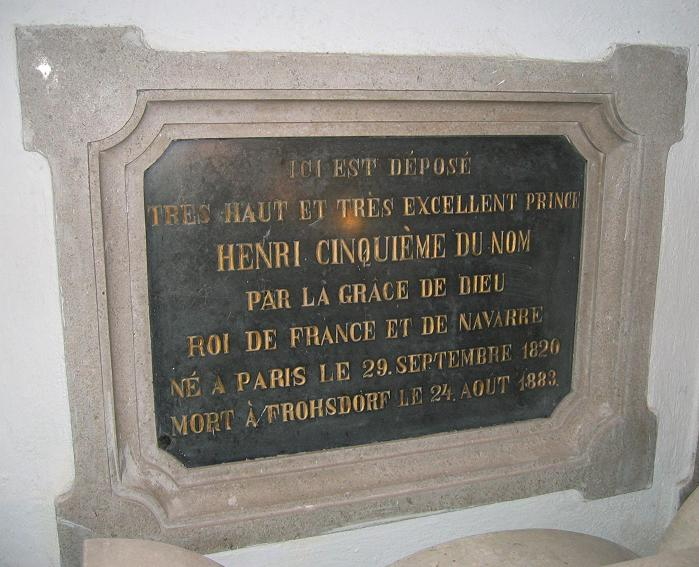
Inscription apposée sur le tombeau de Henri d'Artois.

Après la révolution de 1830 et l'abdication de Charles X le 2 août, le roi exilé est arrivé en octobre 1836 à Görz en Autriche, actuelle Gorizia en Italie et Nova Gorica en Slovénie (ville divisée en 1947), l'hôte du chambellan Ivan Coronini-Kronberg. Il meurt du choléra dans un délai de seulement quelques jours et fut inhumé dans l'église de l'Annonciation du couvent de Kostanjevica. Les derniers membres de la famille des Bourbons de France exilés reposent dans la crypte : 
1. Charles X, roi de France et de Navarre puis prétendant au trône de France et de Navarre, comte de Ponthieu[2] (9 octobre 1757 – 6 novembre 1836) (fils de Louis, dauphin de France et de Marie-Josèphe de Saxe)
2. Louis-Antoine, dauphin de France puis prétendant au trône de France et de Navarre sous le nom de Louis XIX, comte de Marnes[3] (6 août 1775 – 3 juin 1844) (fils de Charles X et de Marie-Thérèse de Savoie) ;
3. Marie-Thérèse de France, fille de France, dauphine de France et princesse de Navarre puis comtesse de Marnes, épouse du précédent (18 décembre 1778 – 19 octobre 1851) (fille de Louis XVI et de Marie-Antoinette d’Autriche, épouse du comte de Marnes) ;
4. Louise d'Artois, duchesse de Parme, puis régente de Parme et de Plaisance (21 septembre 1819 – 1er février 1864) (fille de Charles-Ferdinand d'Artois, duc de Berry, et de Caroline de Bourbon-Siciles, petite-fille de Charles X et de Marie-Thérèse de Savoie, épouse de Charles III, duc de Parme) ;
5. Henri d'Artois, (29 septembre 1820 – 24 août 1883) (fils de Charles-Ferdinand d'Artois, duc de Berry, et de Caroline de Bourbon-Siciles, petit-fils de Charles X et de Marie-Thérèse de Savoie) ;
6. Marie-Thérèse de Modène, comtesse de Chambord, épouse du précédent (14 juillet 1817 – 25 mars 1886) (épouse du comte de Chambord).

Dans la crypte repose également l'un de leurs derniers fidèles, Pierre Louis Jean Casimir de Blacas d'Aulps (1771-1839).
Lors de la Première Guerre mondiale, alors que le royaume d'Italie et l'Empire austro-hongrois sont en guerre, le couvent est bombardé dans les batailles de l'Isonzo. La dernière impératrice d'Autriche-Hongrie, Zita de Bourbon-Parme (1892-1989), petite-fille de Louise de Parme, fait alors évacuer les sarcophages du couvent vers la crypte des Capucins située à Vienne. Ils reviennent à Gorizia en 1932, alors que la ville est devenue italienne. Après la Seconde Guerre mondiale, la ville passe sous domination yougoslave, devenant slovène lors de l'indépendance du pays en 1991. L'ensemble conventuel a bénéficié d'une importante restauration. 
Le prince Alphonse de Bourbon (1936-1989), prétendant au trône de France, se rend au monastère en 1986 avec son fils, Louis de Bourbon. En 2013 est créée l'association « Pour le retour à Saint-Denis de Charles X et des derniers des Bourbons », à l'initiative de Nicolas Doyen, Julien Morvan et Philippe Delorme. Cependant, Louis de Bourbon est opposé à ce projet, estimant que le comte de Chambord avait déjà réglé la question en souhaitant se faire enterrer dans le même édifice que son grand-père, que les moines franciscains s'occupent des sépultures depuis plus d'un siècle et demi avec dévouement et enfin que le monastère est un symbole de l'identité européenne, faisant partie du réseau européen de nécropoles royales (avec l'abbaye de Westminster, l'Escurial, la crypte des Capucins ou encore la basilique Saint-Denis).